# BHT 1
BHT1 (на босненски: Bosanskohercegovačka televizija) е обществен телевизионен канал на Босна и Херцеговина, притежаван от държавната Радио и телевизия на Босна и Херцеговина. Седалището му е разположено в сградата RTV Dom в Сараево. Програмата на телевизията е излъчвана ежедневно около 20 часа на ден на една от двете официални азбуки (латиница и кирилица) и в комбинация от трите официални езика на Босна и Херцеговина – бошняшки, сръбски и хърватски. Тематиката му е фокусирана върху излъчването на разнообразни програми, като новини, документални филми, културни и спортни програми, филми, детски програми и др. BHT1 също така предоставя информационната услуга телетекст.